# Монсиньи, Пьер-Александр
Пьер-Александр Монсиньи́ (фр. Pierre-Alexandre Monsigny; 17 октября 1729, Фокамберг — 14 января 1817, Париж) — французский оперный композитор, один из основоположников французской комической оперы. Член Академии изящных искусств (1813). Наиболее известные его оперы: «Les Aveux indiscrets», «Le Maître en droit», «Aline, reine de Golconde», «Le Déserteur». Они отличаются грацией, мелодичностью и натуральным комизмом.

## Биография
Родился 17 октября 1729 года в Фокамберге близ Сент-Омера, ныне департамент Па-де-Кале. Учился в Сент-Омерской иезуитской гимназии. Начал играть на скрипке. В 1749 году, потеряв отца и будучи вынужден обеспечивать семью, стал служить по духовному ведомству в Париже. Стал гофмейстером герцога Орлеанского. К занятиям музыкой он снова вернулся в 1754 году, после того как услышал оперу «Служанка-госпожа» Перголези. Под руководством П. Джанотти он стал заниматься гармонией и контрапунктом.
Через пять месяцев он уже написал комическую оперу «Les Aveux indiscrets», успешно шедшую в 1759 году в «Théâtre de la foire St. Laurent». Затем в том же театре со всё большим успехом были поставлены его новые оперы: «Le maître en droit», «Le Cadi dupé» (обе 1760) и «On ne s’avise jamais de tout» (1761). С 1761 года тексты почти всех опер Монсиньи писал Седен, Мишель Жан. Далее последовали оперы: «Король и фермер» (фр. Le roi et le fermier; 1762), «Rose et Colas» (1764), «Aline, reine de Golconde» (1766), «L’île sonnante» (1768), «Le déserteur» (1769), «Le faucon» (1772), «La belle Arsène» (1773), «Le rendez-vous bien employé» (1774) и «Félix» («L’enfant trouvé», 1777).
После оперы «Félix» Монсиньи больше ничего не написал (всего им написано 17 опер). Был управляющим имений герцога Орлеанского и главным инспектором по сооружению каналов. Во время Революции лишился своих должностей и сбережений и оказался на грани нищеты, но Опера-Комик назначила ему пенсию в 2400 франков. После смерти Пиччини в 1800 году и до 1802 года Монсиньи был инспектором Парижской консерватории. С 1804 года рыцарь ордена Почётного легиона. В 1813 году избран на место Гретри в Академию изящных искусств.
Умер в Париже 14 января 1817 года.

## Работы
- 1759 — «Нескромные признания» (фр. Les Aveux indiscrets)
- 1760 — Le Maître en droit
- 1761 — On ne s'avise jamais de tout[фр.]
- 1761 — «Одураченный Кади» (фр. Le Cadi dupé)
- 1762 — «Король и фермер[фр.]»
- 1763 — Le Nouveau Monde
- 1764 — «Роза и Кола[фр.]»
- 1766 — «Алина, королева Голкондская[фр.]»
- 1767 — Philémon et Baucis
- 1768 — L'Île sonnante
- 1769 — «Дезертир» (фр. Le Déserteur)
- 1772 — Le Faucon
- 1773 — «Прекрасная Арсена[фр.]»
- 1777 — «Феликс, или Найдёныш» (фр. Félix ou l’Enfant trouvé)